# 黎施德
黎施德（Martha Elizabeth Reifsnyder；1858年1月17日—1922年2月3日）是一位美国驻华女医学传教士。她曾是家乡賓夕法尼亞州佩里縣唯一一位女医生。她在上海开办中国第一家妇产医院西门妇孺医院（红房子医院，Margaret Williamson Hospital）。黎施德从一位中国病人身上取出33磅重的卵巢囊肿，在国际上广为人知。

## 早年
1858年1月17日，黎施德出生于賓夕法尼亞州的利物浦，是约翰·雷夫斯奈德和南希·穆塞尔曼·雷夫斯奈德的女儿，有六个兄弟姐妹。 她毕业于米勒斯维尔州立师范学校（今宾夕法尼亚米勒斯维尔大学），1881年23岁又毕业于宾夕法尼亚女子医学院。担任了一年的实习医师后，于1883年前往中国，并在此度过大半生。

## 中国
1883年初，黎施德由女公会差遣，抵达上海，在她到达后，人们蜂拥而至。她在城里开了一家药房，每周开三次，有时一天有多达100名病人。 她在上海开设了第一家妇产医院西门妇孺医院，由女公会主持。她在这里度过了30多年（1883-1914）。1885年，医院根据黎施德制定的规划建造起来。 在这之前，她一直在上海的邻近地区做医疗工作 。
在她的病人中，有一位是驻美公使伍廷芳的夫人。到该医院庆祝成立25周年之际，报刊称已有80万病人在那里接受治疗，在上一年，有820名住院病人，56700名门诊病人。1914年左右，她离开中国回国探亲，但由于身体原因，未能返回。她离开中国时得到了一大笔服务费，女公会用这些钱建造了中国第一座妇产大楼，以她的名字命名为 Elizabeth Reifsnyder Hospital. 1922年，她在利物浦因死于心脏病去世， 享年64岁。。